# Croton paraensis
Espèce
Croton paraensis est une espèce de plantes à fleurs du genre Croton et de la famille des Euphorbiaceae, présente au Brésil (Pará).
Elle a pour synonyme :
- Oxydectes paraensis, (Müll.Arg.) Kuntze